# Tomotherapie

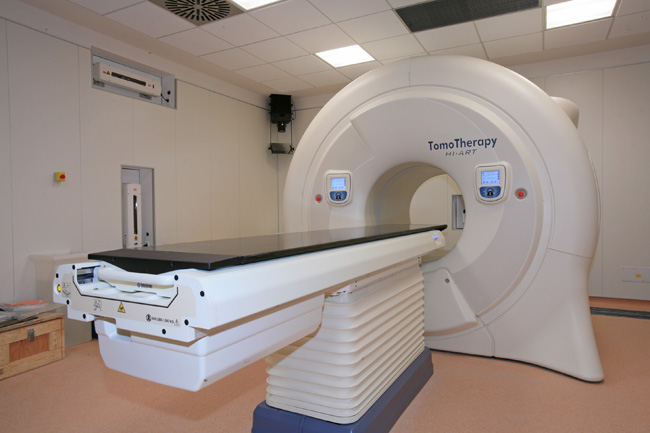
Tomotherapy Hi Art

Als Tomotherapie wird ein strahlentherapeutisches Verfahren bezeichnet, bei dem ähnlich wie in einem diagnostischen Computertomographen die Strahlen von allen Seiten auf die zu bestrahlende Stelle des Patienten gerichtet werden können. Zu diesem Zweck rotiert die Strahlenquelle in einem entsprechenden Ring (siehe Abbildung). Als Strahlenquelle kommt ein kleiner Linearbeschleuniger der Energie 6 MeV zum Einsatz.
Präzision in der Ausrichtung der Bestrahlung wird erreicht, indem vor jeder Behandlung mit niedrigdosierter Strahlung aus dem Linearbeschleuniger eine CT-Bildserie erstellt wird oder ein mit dem Tomotherapie-Gerät kombinierter Computertomograph verwendet wird, um die genaue Positionierung des zu bestrahlenden Tumors zu kontrollieren (sogenannte image-guided radiotherapy IGRT).
Das streifenförmige Strahlenfeld des Linearbeschleunigers wird durch einen Multilamellenkollimator aus 64 getrennt steuerbaren Verschlüssen in 64 rechteckige Einzelfelder aufgeteilt. Gleichzeitig wird jede Rotation der Anlage rechnerisch in 51 Bestrahlungsrichtungen mit jeweils 7° Unterschied aufgeteilt. So besteht jede einzelne Therapiesitzung aus zehntausenden Einzelfeldern (sogenannten beamlets), die individuell moduliert (in der Stärke variiert) sind. Damit sind besonders komplizierte, an die Zielvolumina bestmöglich angepasste Dosisverteilungen möglich, ähnlich wie bei der älteren intensitätsmodulierten Radiotherapie IMRT. Die Tomotherapie kann problemlos konkave Zielvolumina und beliebig viele Ziele in der gleichen Sitzung behandeln.
Die mit der Bestrahlung von Tumorpatienten oft einhergehenden Nebenwirkungen sollen dadurch verringert werden.
Die Behandlungsmethode wurde 2003 erstmals klinisch eingesetzt. Sie basiert auf Entwicklungen an der Universität Wisconsin (USA). Hersteller sind beispielsweise die US-amerikanischen Firmen Accuray Inc. und Varian. Weltweit sind etwa 300 Geräte im Einsatz, darunter 11 in Deutschland und 3 in der Schweiz (Stand 2011).
Hauptanwendungsgebiete der Tomotherapie sind bösartige Neubildungen wie Prostatakrebs, Lungenkrebs, Brustkrebs und Kopf-Hals-Karzinome.